# Бауска
Бауска (произношение) (на латвийски: Bauska) е град в Централна Латвия, намиращ се в историческата област Земгале. Градът е административен център на район Бауска. Намира се на 64 km от столицата Рига.

## История
След археологически разкопки е установено, че най-първите следи от уседнал начин на живот в района е между реките Муза и Мемеле. Хора живеят в района на Бауска от 3500 години, но едва през 1596 е построена първата сграда от цимент в града – църквата Свети дух, която по това време е под опеката на немски духовници. В края на XVI век Бауска бързо се развива като център на търговци и занаятчии, които се заемат да проектират това, което сега е познато като Стария град.
Конкретната година, когато Бауска получава статут на град не е уточнена, но се смята, че е 1609, когато херцог Фридрих подарява на града печат с лъв върху него. По това време градът получава всички привилегии и особености на всяко населено място с правото на град: през 1615 – правото да се построи кметство, а през 1635 – въвеждане на нови правил, подходящи за управлението на един град.
През 1701 г. шведският крал Карл XII, заедно с армията си превзема Бауска по пътя си към Полша, преследвайки саксонската армия по времето на Великата северна война.
Бауска празнува 400-тния рожден ден през 2009 г. В близост до града се намират руините от замъка, съществувал между XIII и XVII век. Близо до града се намира и построеният през XVIII век замък Рундале.

## Население
През 2004 г. Бауска е имал постоянно население от 10 178 души. Етническата структура на населението е, както следва:
- латвийци – 77%
- руснаци – 11%
- литовци – 6%
- беларуси – 3%
- поляци – 1,4%
- украинци – 1%
- цигани – 0,4%
- други – 0,2%

## Известни личности
- Якоб Вилде – шведски историк
- Теодор Лодинг – пивовар

## Побратимени градове
- Хедемора, Швеция
- Рипинас, Полша